# Ekesberget Skidanläggning
Ekesberget är en skidanläggning vid orten Ekshärad i Värmland.